# Botte de Saatse
 (octobre 2023).

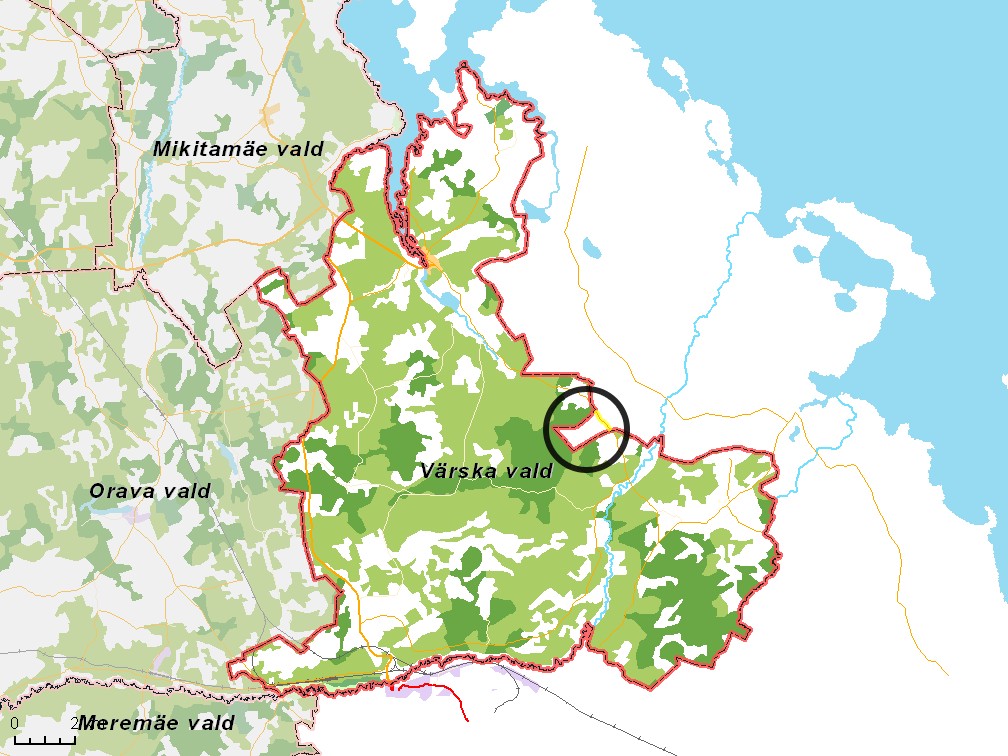
Région de Värska, avec la botte de Saatse (entourée en noir). La route traversant la Russie est marquée en jaune.

La botte de Saatse (en estonien : Saatse saabas ; en russe : Саатсеский сапог) est une zone en forme de botte russe de 115 hectares qui s’enfonce dans le territoire estonien sur la route 178 entre les villages estoniens de Lutepää et Sesniki. La zone russe fait partie du raïon de Petchory dans l'oblast de Pskov.

## Voir aussi

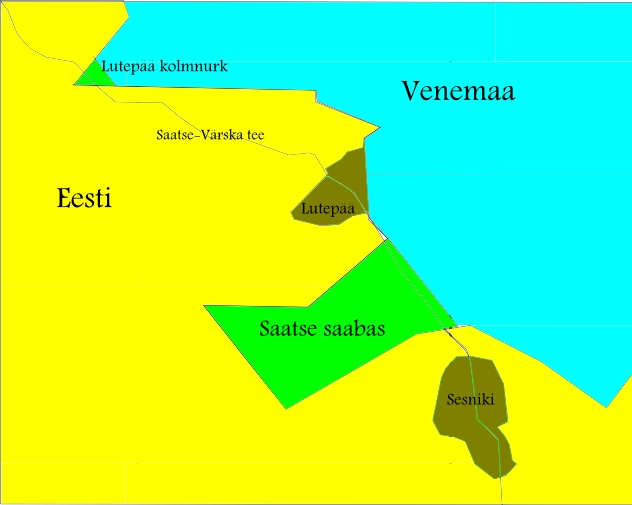
Carte du triangle de Lutepää et de la botte de Saatse.

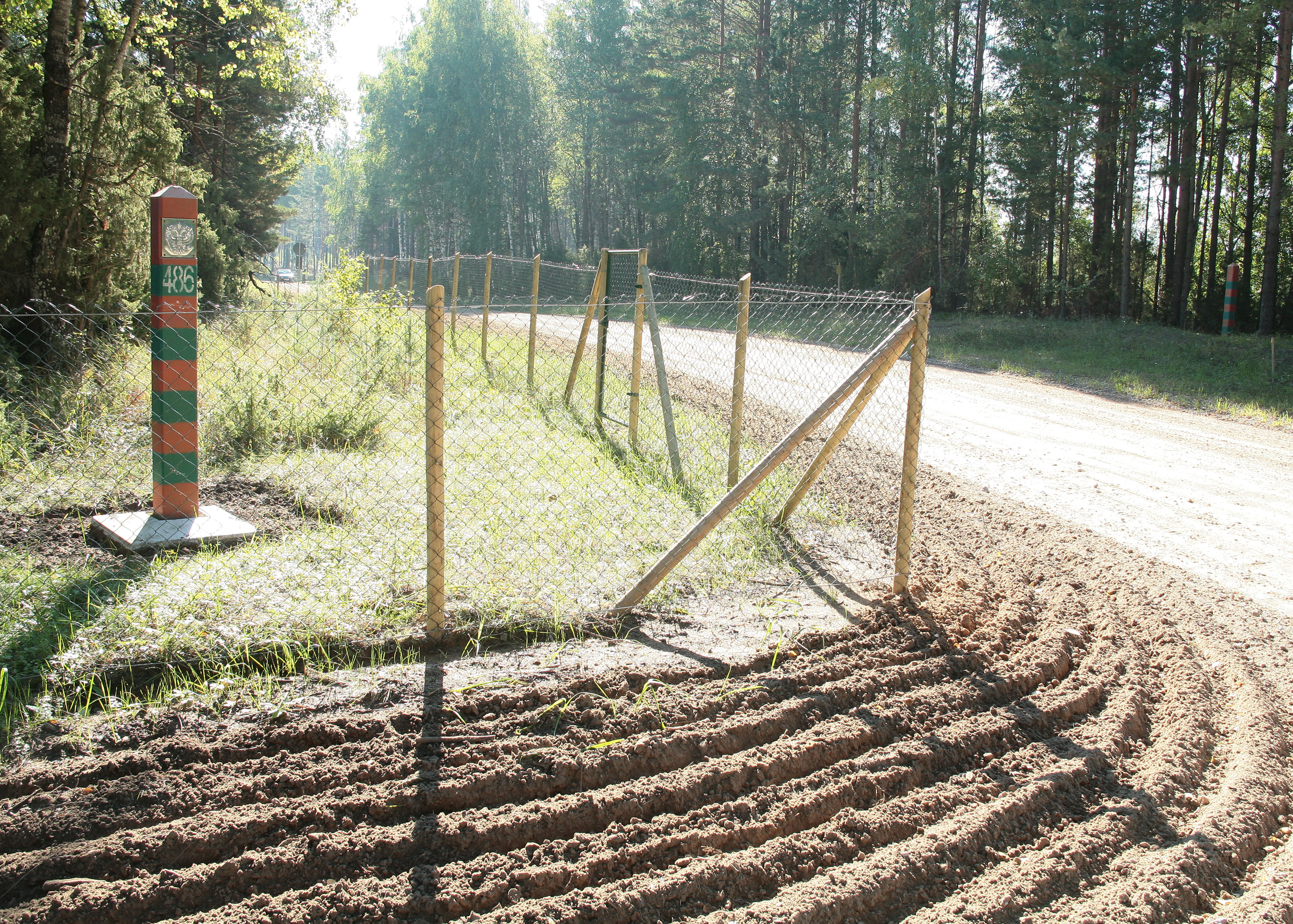
Route 178 traversant la frontière russe au Triangle de Lutepää.

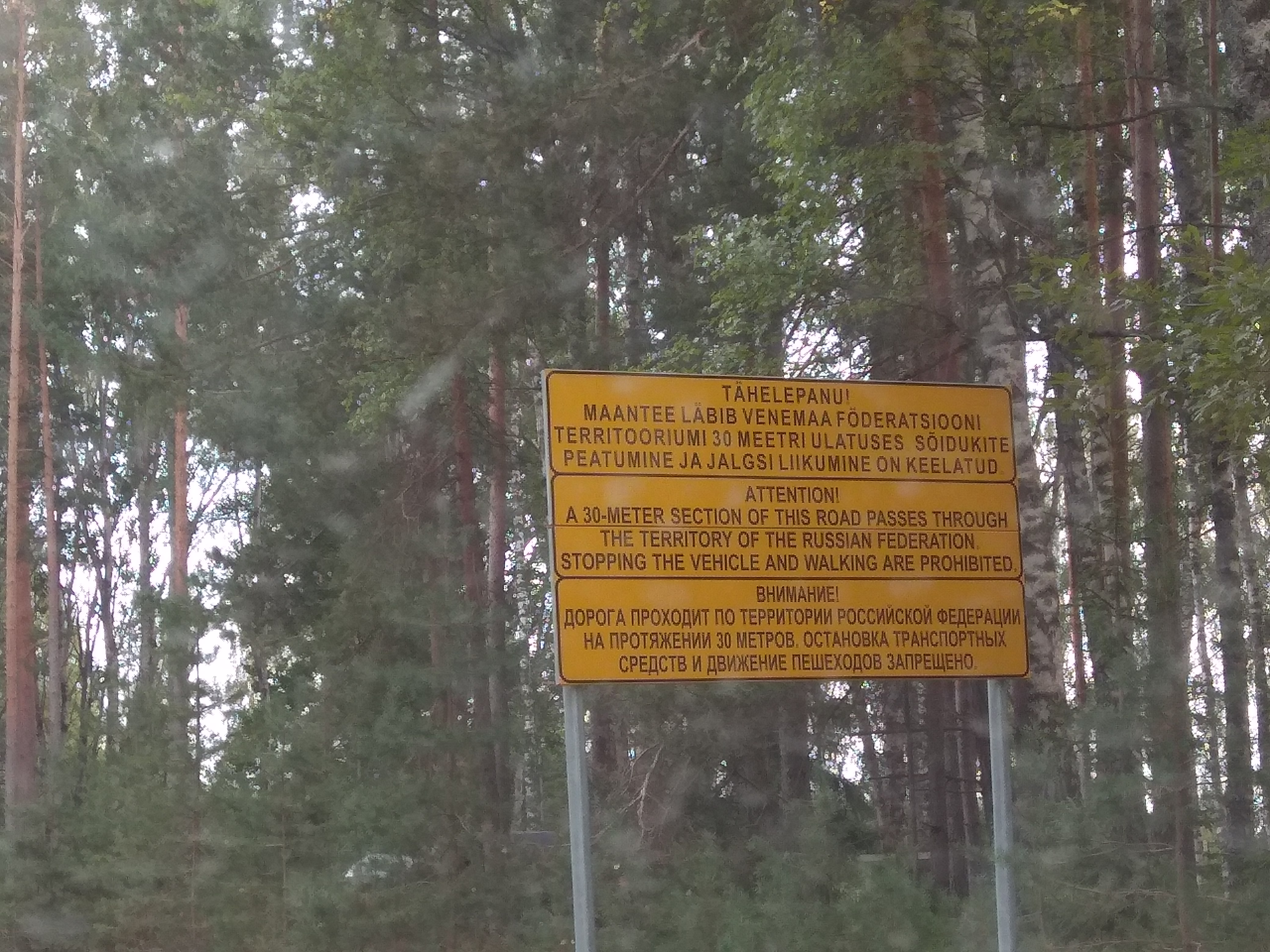
Panneau présent à la frontière indiquant une traversée du territoire russe.